# جون بي. فرانك
جون بي. فرانك (بالإنجليزية: John B. Frank)‏ هو شخصية أعمال أمريكي، ولد في 1956.